# Elecciones generales de Puerto Rico de 2004
Se realizaron elecciones generales en Puerto Rico el 2 de noviembre de 2004. Aníbal Acevedo Vilá del Partido Popular Democrático fue elegido como gobernador. Mientras que el Partido Nuevo Progresista ganó la mayoría de los escaños en la Cámara de Representantes de Puerto Rico y en el Senado de Puerto Rico.

## Contexto
Las elecciones del 2004 se caracterizan por ser las decimocuartas(14ra) realizadas luego del establecimiento de la Constitución de Puerto Rico de 1952, la cual se caracteriza por la institucionalización del Senado de Puerto Rico con 27 miembros y la Cámara de Representantes de Puerto Rico de 51 miembros, además del sistema de acumulación en la elección de los parlamentarios y de representación a minorías.